# Гласгюттен (Таунус)
Гласгюттен (нім. Glashütten) — громада в Німеччині, знаходиться в землі Гессен. Підпорядковується адміністративному округу Дармштадт. Входить до складу району Верхній Таунус.
Площа — 27,11 км2. Населення становить 5364 ос. (станом на 31 грудня 2020).